# دهه ۱۵۴۰ (میلادی)

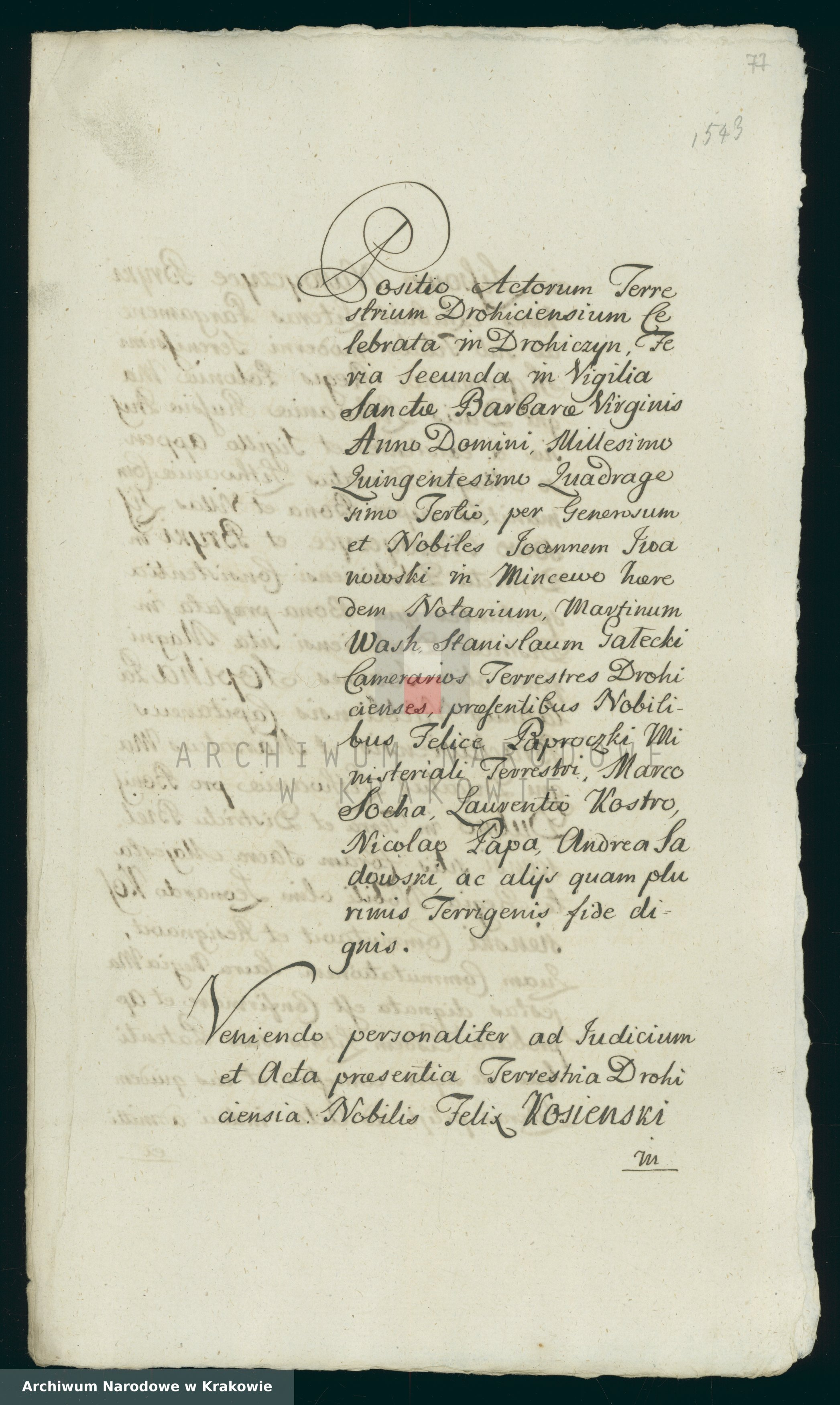
آندره سادووسکی 1540

دهه ۱۵۴۰ (میلادی) صد و پنجاه و چهارمین دهه تقویم میلادی است.

## درگذشتگان
‎